# Xingqing
Der Stadtbezirk Xingqing (chinesisch 兴庆区, Pinyin Xīngqìng Qū) ist ein Stadtbezirk des Verwaltungsgebiets der bezirksfreien Stadt Yinchuan, der Hauptstadt des Autonomen Gebietes Ningxia der Hui-Nationalität in der Volksrepublik China. Er hat eine Fläche von 828 km² und zählt 808.282 Einwohner (Volkszählung 2020). Er ist Sitz der Stadtregierung von Yinchuan.